# Diocesi di Anápolis
La diocesi di Anápolis (in latino Dioecesis Anapolitana o Annapolitana) è una sede della Chiesa cattolica in Brasile suffraganea dell'arcidiocesi di Goiânia. Nel 2023 contava 461.360 battezzati su 657.651 abitanti. È retta dal vescovo João Casimiro Wilk, O.F.M.Conv.

## Territorio
La diocesi comprende 19 comuni nella parte centrale dello stato brasiliano di Goiás: Anápolis, Abadiânia, Alexânia, Campo Limpo de Goiás, Cocalzinho de Goiás, Corumbá de Goiás, Damolândia, Goianápolis, Jaraguá, Jesúpolis, Nerópolis, Nova Veneza, Ouro Verde de Goiás, Petrolina de Goiás, Pirenópolis, Santa Rosa de Goiás, São Francisco de Goiás, Terezópolis de Goiás e Vila Propício.
Sede vescovile è la città di Anápolis, dove si trova la cattedrale del Buon Gesù.
Il territorio si estende su una superficie di 14.178 km² ed è suddiviso in 58 parrocchie, raggruppate in 4 regioni pastorali: Anápolis Sud, Anápolis Nord, Ovest, Est.

## Storia
La diocesi è stata eretta l'11 ottobre 1966 con la bolla De animarum utilitate di papa Paolo VI, ricavandone il territorio dall'arcidiocesi di Goiânia.
Il 29 marzo 1989 ha ceduto una porzione del suo territorio a vantaggio dell'erezione della diocesi di Luziânia.

## Cronotassi dei vescovi
Si omettono i periodi di sede vacante non superiori ai 2 anni o non storicamente accertati.
- Epaminondas José de Araújo † (27 ottobre 1966 - 5 giugno 1978 nominato vescovo di Palmeira dos Índios)
- Manuel Pestana Filho † (30 novembre 1978 - 9 giugno 2004 ritirato)
- João Casimiro Wilk, O.F.M.Conv., dal 9 giugno 2004

## Statistiche
La diocesi nel 2023 su una popolazione di 657.651 persone contava 461.360 battezzati, corrispondenti al 70,2% del totale.
| anno | popolazione | popolazione | popolazione | presbiteri | presbiteri | presbiteri | presbiteri                | diaconi | religiosi | religiosi | parrocchie |
| anno | battezzati  | totale      | %           | numero     | secolari   | regolari   | battezzati per presbitero | diaconi | uomini    | donne     | parrocchie |
| ---- | ----------- | ----------- | ----------- | ---------- | ---------- | ---------- | ------------------------- | ------- | --------- | --------- | ---------- |
| 1966 | 280.176     |             |             | 25         | 4          | 21         | 11.207                    |         |           |           | 16         |
| 1976 | 365.500     | 430.000     | 85,0        | 23         | 7          | 16         | 15.891                    | 2       | 23        | 104       | 21         |
| 1980 | 349.000     | 442.000     | 79,0        | 32         | 9          | 23         | 10.906                    | 3       | 32        | 112       | 28         |
| 1990 | 382.000     | 456.956     | 83,6        | 55         | 25         | 30         | 6.945                     | 5       | 77        | 111       | 28         |
| 1999 | 317.720     | 453.886     | 70,0        | 63         | 38         | 25         | 5.043                     | 12      | 91        | 116       | 32         |
| 2000 | 317.720     | 453.866     | 70,0        | 65         | 35         | 30         | 4.888                     | 13      | 81        | 119       | 32         |
| 2001 | 318.510     | 453.866     | 70,2        | 74         | 42         | 32         | 4.304                     | 14      | 83        | 124       | 32         |
| 2002 | 318.510     | 453.866     | 70,2        | 73         | 40         | 33         | 4.363                     | 12      | 79        | 128       | 33         |
| 2003 | 325.648     | 465.212     | 70,0        | 77         | 44         | 33         | 4.229                     | 12      | 79        | 130       | 33         |
| 2004 | 325.648     | 465.212     | 70,0        | 83         | 49         | 34         | 3.923                     | 12      | 81        | 132       | 33         |
| 2006 | 268.000     | 472.000     | 56,8        | 78         | 47         | 31         | 3.435                     | 16      | 76        | 166       | 36         |
| 2012 | 378.000     | 513.000     | 73,7        | 102        | 65         | 37         | 3.705                     | 15      | 84        | 122       | 48         |
| 2015 | 387.000     | 525.000     | 73,7        | 119        | 79         | 40         | 3.252                     | 23      | 80        | 166       | 52         |
| 2018 | 437.235     | 608.505     | 71,9        | 107        | 92         | 15         | 4.086                     | 23      | 104       | 169       | 56         |
| 2020 | 449.000     | 642.025     | 69,9        | 132        | 92         | 40         | 3.401                     | 3       | 135       | 163       | 61         |
| 2022 | 460.360     | 657.651     | 70,0        | 128        | 92         | 36         | 3.596                     | 2       | 134       | 162       | 60         |
| 2023 | 461.360     | 657.651     | 70,2        | 128        | 91         | 37         | 3.604                     | 21      | 121       | 128       | 58         |